# Anchetil de Greye
Anchetil de Greye también Anketil de Grei (Latín medieval: Anschtallus de Grai, c. 1046-1086) fue un noble caballero anglonormando de origen vikingo, señor de Rotherfield. Descendiente directo de Fulberto de Falaise; era hijo de John de Croy, señor de Croi en Falaise (c. 1033-1070) y Adeliza, una hija de Guillermo FitzOsbern de quien era vasallo. Uno de los caballeros que siguieron a Guillermo II de Normandía en la conquista normanda de Inglaterra con el contingente que partió desde la iglesia de Notre-Dame de Dives-sur-Mer. Es el primer referente de la familia de Grey, bisabuelo de John de Grey, obispo de Norwich, y probablemente también de Henry de Grey y tatarabuelo de Walter de Grey, arzobispo de York. Los orígenes de Greye en Normandía no están claros, pero se cree que provenía de la actual Graye-sur-Mer, un feudo de Guillermo el Conquistador.
El origen de Anchetil de Greye es indudablemente nórdico, ya sea total o parcialmente, ya que recibió el nombre Anchetil (del nórdico antiguo Ásketíll: «Yelmo de Dios»), bastante común en Normandía. El "Greye" en su nombre era simplemente una referencia a su patrimonio, o a su ascendencia mixta franco-escandinava, también común en Normandía en la época de la invasión de Inglaterra. Su nombre aparece en el Libro Domesday (1086). Según registros históricos, el caudillo Rollo se apropió la comarca donde estaba emplazada la ciudad de Gray. Anchetil de Greye debió de estar familiarizado con la extracción y el transporte de piedra caliza de Normandía y beneficiarse de ella. Por lo tanto, no sorprende que eligiera las zonas mineras de piedra caliza como sus nuevas propiedades feudales en Inglaterra, convirtiéndose en señor de Refrefield, posteriormente llamada Rotherfield Greys, y el señorío de Grey en Oxfordshire.

## Herencia
Se casó con Joan de Rotherfield (c. 1050-1099). Fruto de esa relación nacieron varios hijos:
- William de Grai (c. 1070-1100);
- Anchetil II de Grai (Anschetil of Rotherfield, c. 1085-7 de marzo de 1138);
- Lord Richard de Grey, señor de Rotherfield (c. 1095-1143). Se casó con Mabilia de Reviers (c. 1100-1143), una hija de Richard de Vernon.